# The Meeting Places
The Meeting Places sono un gruppo musicale statunitense formatosi a Los Angeles nel 2001. Le sonorità del gruppo e lo stile del cantante Chase Harris richiamano la scena shoegaze, in particolare Slowdive, Bethany Curve e The Autumns.

## Storia del gruppo
Il gruppo è stato formato nel settembre 2001 a Los Angeles, dal chitarrista/cantante Chase Harris, Scott McDonald (chitarra), Dean Yoshihara (batteria), Arthur Chan (basso. Il loto album di debutto Find Yourself Along the Way viene pubblicato nel 2003 per l'etichetta Words On Music.
Fra il 2005 e il 2006 il quartetto ha registrato il secondo album Numbered Days con la collaborazione di Jim Fairchild, già attivo con Grandaddy e Earlimart. L'album è stato pubblicato sempre dall'etichetta Words On Music nell'ottobre 2006.
Nel 2010 Scott McDonald ha abbandonato la band, venendo sostituito da Matt Gleason (Melodyguild, The Von Trapps).

## Discografia
- 2003 – Find Yourself Along the Way
- 2006 – Numbered Days